# Starý židovský hřbitov v Plzni

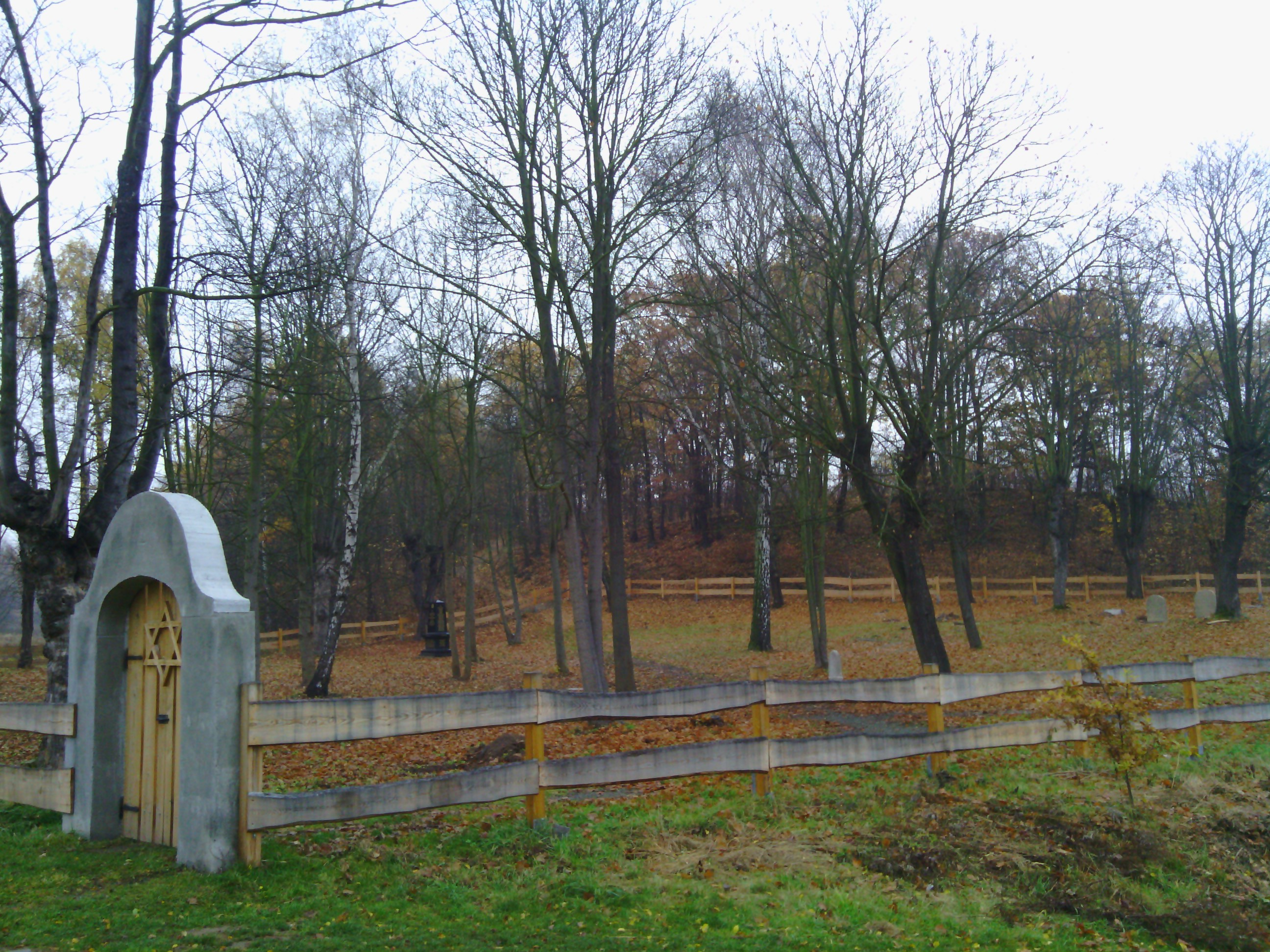
Starý židovský hřbitov

Starý židovský hřbitov v Plzni je druhým nejstarším židovským hřbitovem v Plzni, situovaným na Lochotíně východně od Lidické ulice, na severním konci ulice Bolevecká. Poslední pohřeb zde proběhl roku 1898. V témže roce byl otevřen nový židovský hřbitov ve východní části města. 
Úplně nejstarší zmínka o židovském hřbitově v Plzni pochází už z roku 1424. 25. ledna 1424 městská rada povolila prodej pozemku židovské obci. K samotnému prodeji ale došlo až o šest let později, a to 6. ledna 1432. Pozemek se nacházel na západním okraji Skvrňanského předměstí v místě, kde se dříve s největší pravděpodobností nacházel dům Matěje Kolona. Ten byl ale zničen při obléhání města husity. Není potvrzené, zda plzeňští židé dosud pohřbívali mrtvé na jiném místě, či zda v tomto místě probíhaly pohřební rituály tajně už dříve a oficiální koupí pozemku pouze rozšířili již existující hřbitov. 
Během následujícího roku k účelu rozšíření hřbitova koupila židovská obec od města další pozemek v sousedním dvoře, kde dříve bydlel obecní pastýř. V roce 1437 pak židovská obec zakoupila ještě jeden pozemek na předměstí na Kozinci u "židovské zahrady" na Skvrňanském předměstí. Všechny pozemky sloužily k rozšíření hřbitova. Bylo ku prospěchu, že se jim podařilo získat pozemky, které spolu navzájem sousedily. 
Starý židovský hřbitov, který se nachází v Bolevci, vznikl až v 19. století zásluhou Michaela Lederera. Městská rada vydala povolení o stavbě hřbitova 5. února 1856. Jeho umístění určila v Bolevci, kde se nacházelo nezastavěné území dál od města. Původní cesta ke hřbitovu vedla přes Saské předměstí (dnešní Roudná). Až později začala vznikat Lochotínská a Bolevecká ulice, které jsou dnes tomuto hřbitovu nejblíže.  
Jak hřbitov postupně pustl, z původních několika stovek stél zbylo jen devět. V 80. letech 20. století byly strženy ohradní zdi i dům hrobníka a většina náhrobků byla nahrnuta do rokle – zbylo jen několik nejcennějších. V areálu byla umístěna pamětní deska, jež však už nese stopy vandalismu stejně jako dochované náhrobní kameny. Na podzim roku 2011 byl areál oplocen a v jihozápadním rohu opatřen vstupní brankou. Rovněž zde byl instalován pomník rodiny Fürthových, kteří se proslavili po celém světě jako výrobci sirek značky Solo Sušice. Čtyřboký pomník z černého lesklého kamene byl na hřbitov instalován u příležitosti 100. výročí úmrtí Jindřicha (Heinricha) Fürtha. Ten vlastnil v Plzni papírnu, která byla zrušena v roce 1936. Podnět potomků rodiny Fürthových v podstatě odstartoval péči o toto památné, historicky cenné místo.
Z dalších významných osobností plzeňska jsou zde pohřbení například rabíni Angelus Kafka či Salomon Graf.